# Hugo Quintana
Hugo Lorenzo Quintana Escobar, né le 10 novembre 2001 à Asuncion, est un footballeur paraguayen  qui évolue au poste de milieu de terrain à Liverpool FC, en prêt du Club Olimpia.

## Biographie

### En club
Formé dans l'académie de l'Olimpia, il fait ses débuts en équipe première le 29 avril 2018, lors d'un match de première division remporté 3-0 contre le Sportivo Luqueño.
Après deux années pleines et quatre titres avec le club doyen du Paraguay, Quintana est prêté au 12 de Octubre FC, autre club évoluant dans la première division nationale, pour gagner en temps de jeu. Mais il n'y joue qu'un seul match, avant d'être envoyé en prêt avec option d'achat dans l'un des meilleurs club du continent : les brésiliens de Palmeiras,.

### En sélection
International avec les moins de 20 ans du Paraguay, il participe au championnat sud-américain des moins de 20 ans en 2019. Lors de ce tournoi organisé au Chili, il prend part à une seule rencontre, face à l'Équateur (défaite 3-0). Avec un bilan d'une victoire, un nul et deux défaites, le Paraguay ne parvient pas à passer le premier tour.

## Palmarès
| Club Olimpia - Primera División - Champion : Ouv. 2018, Fer. 2018, Ouv. 2019 et Fer. 2019 |